# Stâncești, Bihor
Stâncești (maghiară Kisbékafalva) este un sat în comuna Buntești din județul Bihor, Crișana, România.
Prima atestare documentară 1600 sub numele de Bika Falua.

## Vezi și
- Biserica de lemn din Stâncești, Bihor

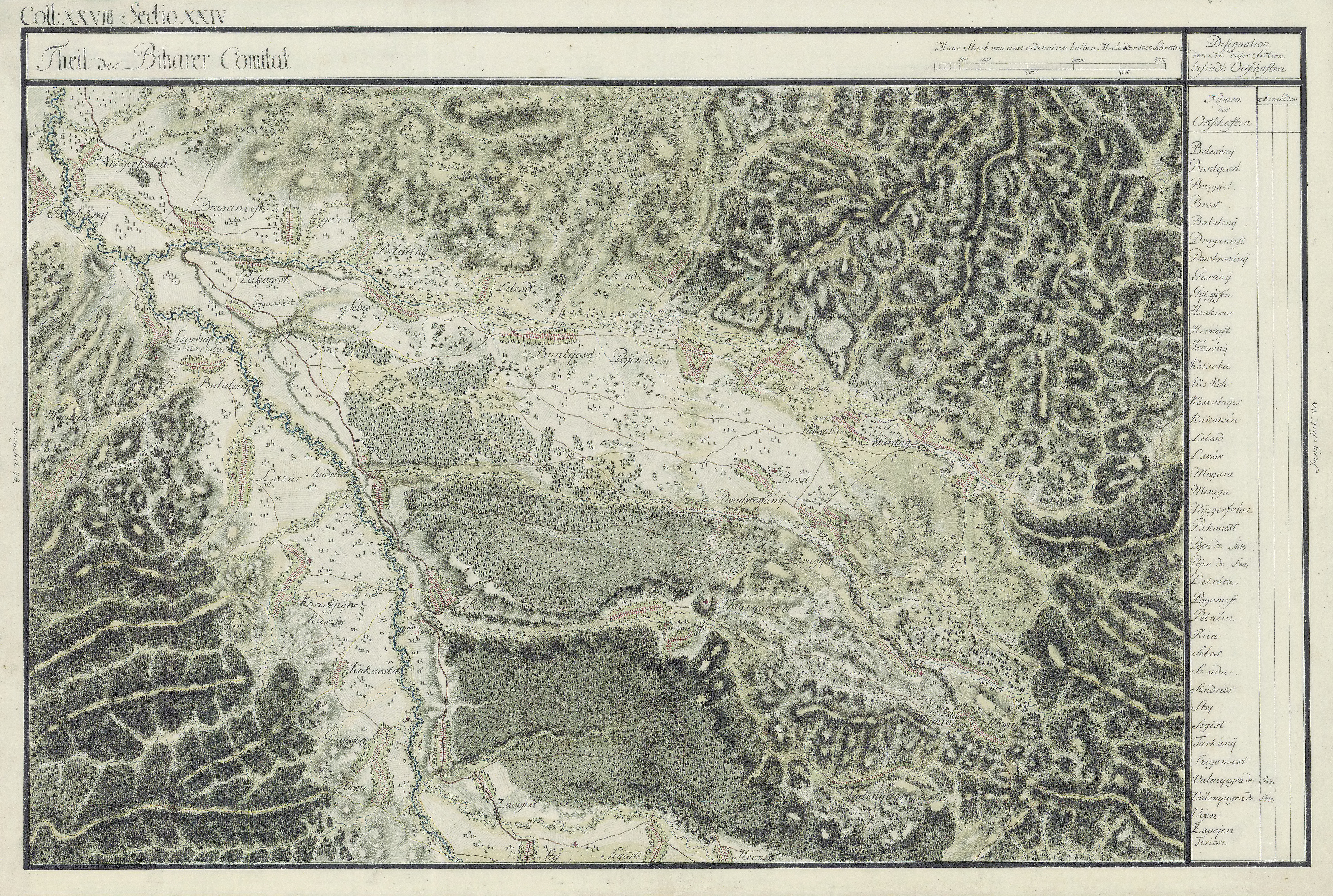
Stâncești în Harta Iosefină a Comitatului Bihor, 1782-85

 Acest articol despre o localitate din județul Bihor este deocamdată un ciot. Puteți ajuta Wikipedia prin completarea lui.